# Skúladóttir
Skúladóttir ist ein isländischer Name.

## Bedeutung
Der Name ist ein Patronym und bedeutet Tochter des Skúli. Die männliche Entsprechung ist Skúlason (Sohn des Skúli).

## Namensträger
- Dagný Skúladóttir (* 1980), isländische Handballspielerin
- Hrafnhildur Ósk Skúladóttir (* 1977), isländische Handballspielerin und -trainerin
- Íris Anna Skúladóttir (* 1989), isländische Leichtathletin
- Petrúnella Skúladóttir (* 1985), isländische Basketballspielerin